# 茅野治郎八
茅野 治郎八（かやの じろはち、生没年不明）は日本の実業家。

## 経歴
大正7年（1918年）中、南灘区区長当選。
大正10年（1921年）中、灘一区区長当選。
古くより鳥取県米子市有数の海産物問屋として其の取引先遠く北海道、満鮮地方に及び堅実な経営は益々斯業の大をなすに至り、昭和3年（1928年）より刻鯣の製造に着手し近時軍需品として相当数量を供出しつつある。
地方産業の進展に貢献した。

## 史料
国税営業税百円以上納入者及び納入額（綱島幸次郎編『山陰実業名鑑』（大正元年（1912年）12月、帝国興信所米子支所発行）
名島嘉吉郎（博労町）、四百三十四円
木村吉兵衛（東倉吉町）、二百九十五円
稲田秀太郎（紺屋町）、二百八十三円
田村源太郎（糀町）、二百五十八円
後藤快五郎（内町）、百八十四円
益尾岩次郎（道笑町）、百七十八円
野坂茂三郎（法勝寺町）、百七十円
松浦常太郎（紺屋町）、百六十八円
益尾吉太郎（道笑町）、百六十一円
高橋台三郎（法勝寺町）、百五十九円
藤谷善太郎（茶町）、百五十五円
近藤ナオ（糀町）、百五十円
平野猪三郎（道笑町）、百三十一円
砂田竹太郎（紺屋町）、百三十円
茅野治良八（灘町）、百二十七円
三好豊吉（日野町）、百八円
久留藤三郎（灘町）、百六円
野波令蔵（法勝寺町）、百四円
島田松三郎（立町）、百円
小坂市太郎（糀町）、百円